# John N. Hungerford

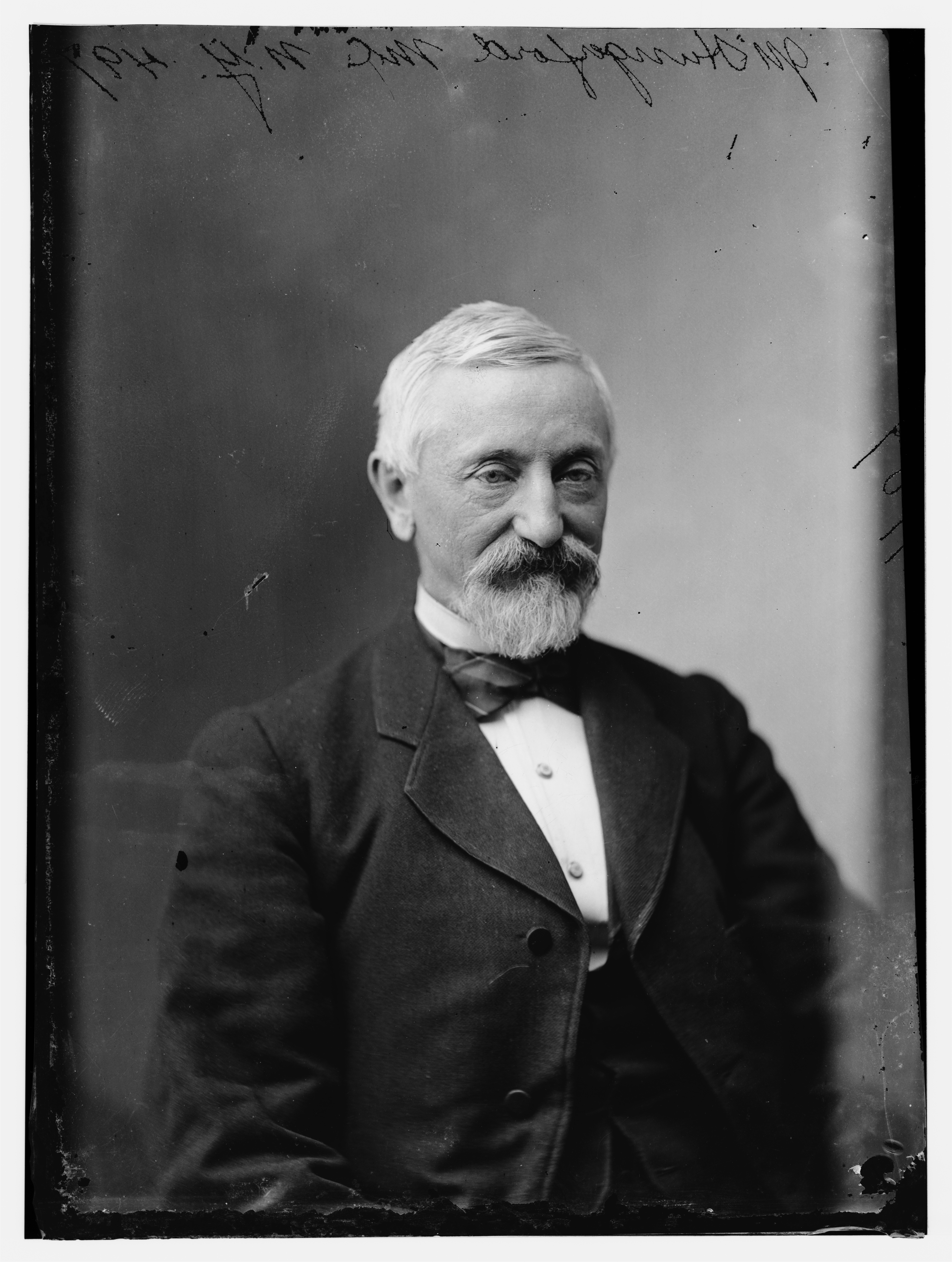
John N. Hungerford

John Newton Hungerford (* 31. Dezember 1825 im Oneida County, New York; † 2. April 1883 in Corning, New York) war ein US-amerikanischer Politiker. Zwischen 1877 und 1879 vertrat er den Bundesstaat New York im US-Repräsentantenhaus.

## Werdegang
John Hungerford besuchte die öffentlichen Schulen seiner Heimat. Im Jahr 1846 absolvierte er das Hamilton College in Clinton. Zunächst war er im Handel tätig. Seit 1848 lebte er in Corning im Steuben County, wo er eine lange Laufbahn im Bankgewerbe begann. Dabei stieg er bis zum Bankpräsidenten auf. Gleichzeitig schlug er als Mitglied der Republikanischen Partei eine politische Karriere ein. Im Juni 1872 nahm er als Delegierter an der Republican National Convention in Philadelphia teil, auf der Präsident Ulysses S. Grant zur Wiederwahl nominiert wurde. In seiner Heimat bekleidete Hungerford verschiedene lokale Ämter. Außerdem machte er sich als Philanthrop einen Namen.
Bei den Kongresswahlen des Jahres 1876 wurde Hungerford im 29. Wahlbezirk von New York in das US-Repräsentantenhaus in Washington, D.C. gewählt, wo er am 4. März 1877 die Nachfolge des Demokraten Charles C. B. Walker antrat. Bis zum 3. März 1879 konnte er eine Legislaturperiode im Kongress absolvieren. Nach seiner Zeit im US-Repräsentantenhaus setzte Hungerford seine Tätigkeit im Bankgewerbe fort. Er starb am 2. April 1883 in Corning.